# Riekoperla pulchra
Riekoperla pulchra är en bäcksländeart som beskrevs av Hynes 1982. Riekoperla pulchra ingår i släktet Riekoperla och familjen Gripopterygidae. Inga underarter finns listade i Catalogue of Life.